# تنام برازيلي
تنام برازيلي (الاسم العلمي: Crypturellus strigulosus) هو نوع من الطيور يتبع جنس التنام مخفي الذيل من فصيلة التنامية.